# 多瑙城堡

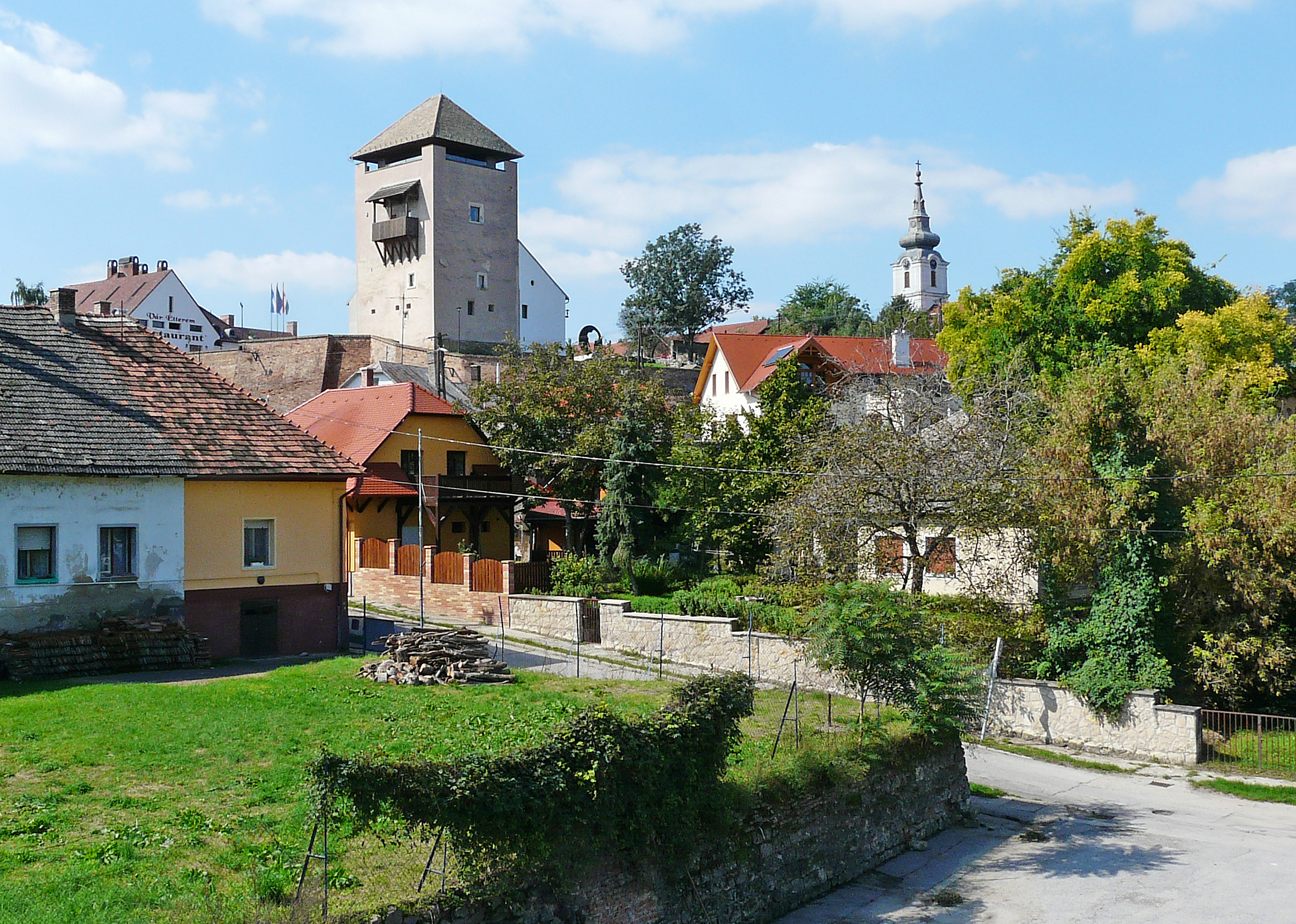
多瑙城堡镇貌

多瑙城堡，匈牙利语:(Dunaföldvár)。匈牙利的城鎮，位於該國中部多瑙河畔，距離首都布達佩斯90公里，由托爾瑙州負責管轄，面積111.42平方公里，2011年人口8,776，其中約七成居民信奉天主教。

## 外部連結
- Street map （匈牙利文）